# جورج تورنر (كاتب)
جورج تورنر (بالإنجليزية: George Turner)‏‏ (15 أكتوبر 1916 في ملبورن - 8 يونيو 1997 في بالارات) روائي، وناقد أدبي، وكاتب، وكاتب خيال علمي من أستراليا.

## الجوائز
- جائزة مايلز فرانكلين
- جائزة آرثر سي كلارك